# Myriam Catania
Myriam Catania es una actriz y actriz de voz italiana.

## Biografía
Myriam comenzó a salir con Luca Argentero, la pareja se conoció en el set de Carabinieri en el 2002, más tarde se casaron el 25 de julio de 2009. Myriam fue el tercer finalista en la tercera edición italiana del reality show Gran Hermano, emitido en 2003.

## Filmografía

### Películas
- Anche senza di te (2018)

### Serie de televisión
- Le ali della vita - miniserie de TV (2000-2001)
- Carabinieri - serie de televisión (2002)
- Guardacostas - serie de televisión (2001)
- È arrivata la felicità - serie de televisión (2015-2018)

## Actriz de voz
Es la voz italiana de le actriz:
Keira Knightley,
Amanda Seyfried y Jessica Alba

### Serie de TV
- Suits (voz italiana de Katrina Bennett)